# Aglaüs Bouvenne
Aglaüs Ernest Bouvenne, né le 6 février 1829 à Paris et mort  le 12 décembre 1903 à Levallois-Perret, est un graveur et dessinateur français.

## Biographie
Entre autres œuvres, il a gravé l'ex-libris de Victor Hugo.
Veuf en premières noces d'Adolphine Augustine Decamps, il se remarie avec Elisabeth Flameng la sœur du graveur Léopold Flameng.
Sa collection comportait cinq eaux-fortes de Marie Bracquemond dont deux gravées par Léon Coutil d'après ses dessins.